# Wyspy Belep
Wyspy Belep (fr. Archipel des Bélep) – archipelag wysp koralowych we francuskim terytorium zamorskim Nowa Kaledonia, na południowo-zachodnim Oceanie Spokojnym. Archipelag składa się z wysp île Pott i Île Art oraz kilku mniejszych wysepek. Leży w północnej części rafy barierowej otaczającej główną wyspę Nowej Kaledonii. Główną miejscowością archipelagu jest Waala, położone na wyspie Île Art. Największa z wysp archipelagu, Île Art, ma 16 km długości oraz 5 km szerokości i zajmuje powierzchnię 52 km2. Całkowita powierzchnia wysp wynosi 70 km². W 2004 roku były zamieszkiwane przez 930 osób.